# HTC 10
Das HTC 10 ist ein Smartphone von HTC. Es wurde am 12. April 2016 vorgestellt und ist der Nachfolger des HTC One M9. Das Gerät wird in Deutschland seit Mitte April 2016 verkauft, der offizielle Verkaufsstart war jedoch erst der 2. Mai 2016.

## Technik

### Bildschirm
Beim HTC 10 kommt ein 5,2 Zoll (ca. 13,21 cm) großer Super-LCD5-Bildschirm zum Einsatz. Das Gerät ist das Erste seitens HTC, welches mit einer QHD-Auflösung von 2560 × 1440 Pixeln ausgestattet ist.

### Leistung
Das Gerät besitzt einen Qualcomm Snapdragon 820-SoC, das einen 64-Bit-Quad-Core-Prozessor mit maximal zweimal 2,2 GHz und zweimal 1,6 GHz sowie 4 GB LPDDR4-RAM und eine Adreno 530 GPU beinhaltet.
Weiterhin existiert eine HTC 10 Lifestyle getaufte Version. Sie enthält lediglich 3 GB Arbeitsspeicher, ein Snapdragon 652 SoC, sowie eine Adreno 510 GPU.

### Software
Als Betriebssystem wird Android in Version 6.0.1 ausgeliefert, das von HTC mit der Benutzeroberfläche HTC Sense versehen wird. Zur Klangoptimierung kommt Dolby Audio zum Einsatz.
Das HTC 10 gehört zu den wenigen Android-Smartphones mit Unterstützung für das proprietäre „AirPlay“-Protokoll von Apple.

### Kameras
Als Hauptkamera auf der Rückseite kommt eine UltraPixel-Kamera mit 12 Megapixeln zum Einsatz, die von einer dualen LED beleuchtet wird. Die Pixelgröße beträgt 1,55 µm. Videos können maximal in 4K-Auflösung aufgenommen werden. Außerdem besitzt sie einen Laser-Autofokus. Die Frontkamera besitzt 5,0 Megapixel und ist wie die Hauptkamera mit einem optischen Bildstabilisator ausgestattet. Damit ist es das erste bekannte Smartphone mit einer optisch stabilisierten Vorderkamera.

### Gehäuse
Die typischen „BoomSound“-Frontlautsprecher der HTC-One-Serie sind nicht mehr vorhanden, dafür setzt HTC auf eine Hi-Fi-Audiowiedergabe, bei der die hohen und tiefen Kanäle getrennt ausgegeben werden. Dafür wurde ein Lautsprecher an der Unterseite verbaut, ein weiterer befindet sich in der Ohrmuschel. Zusätzlich ist eine Stereowiedergabe bei Betrachtung von Videos möglich. Die Aufnahme von Sound soll in High-Res-24-Bit möglich sein.

### Weiteres
Der Akku mit 3000 mAh Kapazität soll eine Standby-Zeit von 456 Stunden (19 Tage) und eine Gesprächszeit von bis zu 27 Stunden erreichen. Mittels Quick Charge 3.0 ist der Akku laut Herstellerangabe innerhalb von 30 Minuten um 50 % geladen.
Das Smartphone ist zusätzlich der Schutzart IP 53 zugeordnet, was für einen geringfügigen Wasserschutz, beispielsweise bei leichtem Regen sorgt. Weiterhin besitzt das Gerät einen Fingerabdruckscanner. Das HTC 10 unterstützt des Weiteren Voice over LTE (VoLTE) und LTE Cat. 9 mit bis zu 450 MBit/s im Download und 50 MBit/s im Upload.

## Hintergrund
Obgleich das Gerät das Nachfolgemodell des im Jahr 2015 erschienenen One M9 darstellt sowie die darauffolgende Nummer 10 enthielt, ist es kein Modell der One-Produktserie mehr. Nach Aussagen von HTC „stellt das Smartphone [...] einen neuen Abschnitt“ des Unternehmens dar.